# Coptoeme
Coptoeme es un género de escarabajos longicornios de la subfamilia Cerambycinae. Fue descrito por Per Olof Christopher Aurivillius en 1904.

## Especies
- Coptoeme aenea Fuchs, 1971
- Coptoeme depressa (Klug, 1835)
- Coptoeme krantzi (Distant, 1898)
- Coptoeme ndzidense Lepesme, 1956
- Coptoeme nigrotibialis Aurivillius, 1927
- Coptoeme pallidum Lepesme, 1956
- Coptoeme rotundicollis Duffy, 1955
- Coptoeme rufolimbata (Villiers, 1972)
- Coptoeme schedli Tippmann, 1956
- Coptoeme triguttata Aurivillius, 1904
- Coptoeme variabilis Hintz, 1919
- Coptoeme variabilis centralis Adlbauer, 2004